# Kümbdchen
Kümbdchen település Németországban, Rajna-vidék-Pfalz tartományban. Lakosainak száma 507 fő (2023. december 31.). Kümbdchen Külz és Keidelheim községekkel határos.

## Népesség
A település népességének változása:
| Lakosok száma | 337  | 467  | 470  | 505  | 504  | 507  |
|               | 1975 | 2017 | 2019 | 2021 | 2022 | 2023 |